# Ditrichum strictiusculum
Ditrichum strictiusculum là một loài rêu trong họ Ditrichaceae. Loài này được Müll. Hal. Paris mô tả khoa học đầu tiên năm 1900.